# Alfred Deakin
Alfred Deakin (3 d'agost de 1856 - 7 d'octubre de 1919) va ser un polític australià, primer ministre d'Austràlia en tres ocasions. Va néixer el 3 d'agost de 1856, en Melbourne i va morir a la mateixa ciutat el 6 d'octubre de 1919. Va estudiar lleis en la Universitat de Melbourne i més tard es va convertir en periodista per a la publicació The Age.
Va ser triat per al Parlament de Victòria en 1878 i dos anys més tard va ser reelegit, va arribar a ser ministre d'Obres Públiques, sotssecretari de Justícia i secretari en cap del president de govern de Victòria entre 1886 i 1890.